# Kapelstraat (Emmen)
De Kapelstraat is een straat in Emmen in de provincie Drenthe. Het meest bijzondere aan de Kapelstraat is de aanwezigheid van de zogenaamde Kapelkerk, ook bekend als Rijksmonument 510951. De kerk is gebouwd in 1923 en verder uitgebreid in 1951. Behalve woningen zijn er in de straat ook kantoren en horeca-ondernemingen te vinden. Ook was er een gebouw gevestigd waar onder andere muziek-, theater- en danslessen werden gegeven. Dit is in 2016 omgebouwd tot een appartementencomplex.

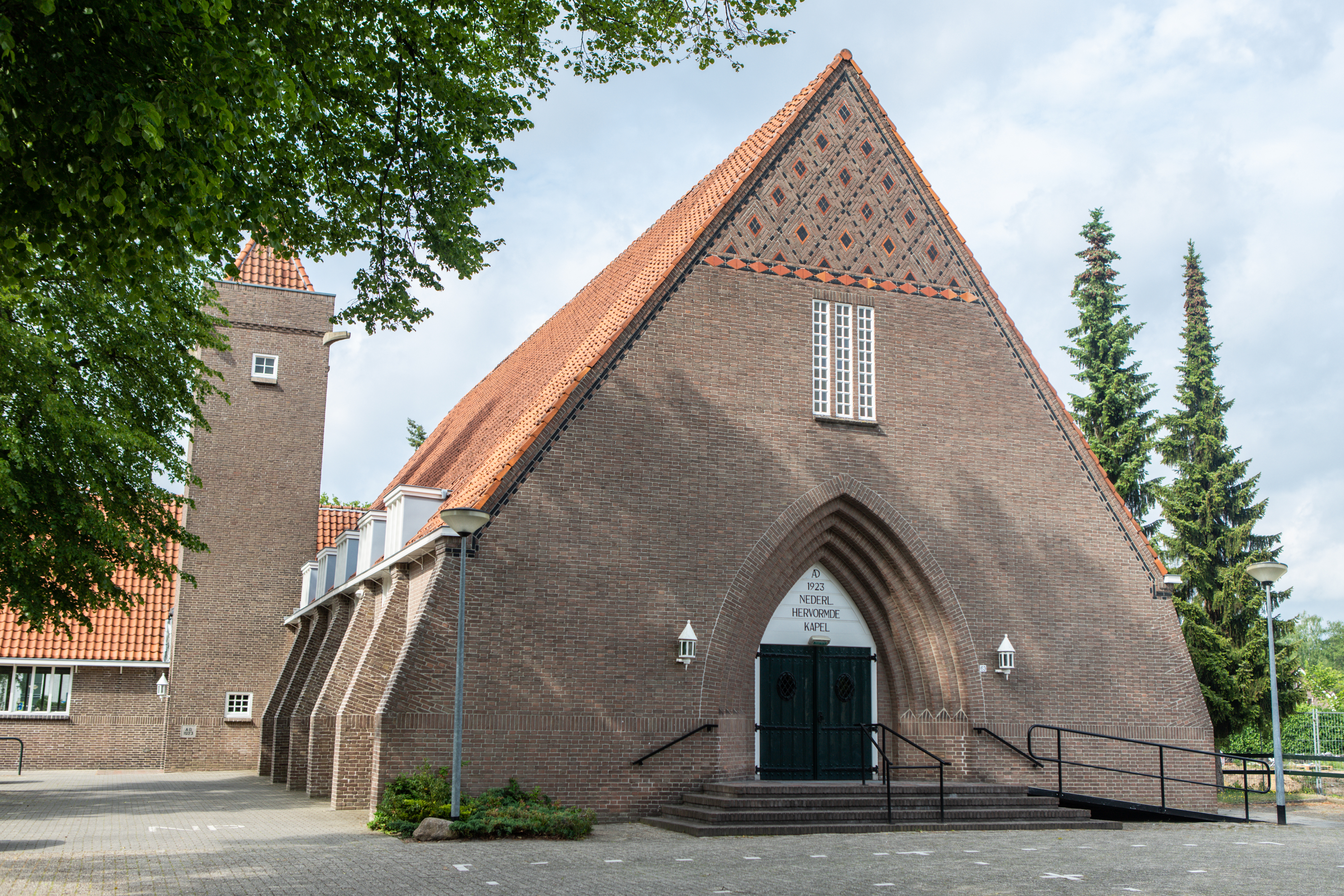
Kapel-kerk